# Сливник
Сливник (мкд. Сливник) је насеље у Северној Македонији, у средишњем делу државе. Сливник је насеље у оквиру општине Велес.

## Географија
Сливник је смештен у средишњем делу Северне Македоније. Од најближег града, Велеса, село је удаљено 18 km западно.
Село Бузалково се налази у историјској области Грохот, на југоисточним падинама планине Голешнице. Село је на реци Тополци. Надморска висина насеља је приближно 450 метара.
Површина сеоског атара простире се на површини од 2,6 km².
Месна клима је континентална.

## Становништво
Бузалково је према последњем попису из 2002. године имало 444 становника.
Већинско становништво у насељу били су етнички Албанци (99%).
Претежна вероисповест месног становништва је ислам.

## Знаменитости
У селу постоји споменик НОБ-а.
Поред тога, ту су и: амбуланта, осмогодишња основна школа, пошта и продавнице.